# Гейбриъл & Дрезден
Гейбриъл & Дрезден (на английски: Gabriel & Dresden) e съвместен проект на двамата диджеи и продуценти Джош Гейбриъл (Josh Gabriel) и Дейв Дресден (Dave Dresden) от Сан Франциско, САЩ.
Джош и Дейв се запознават през 2001 г. и оттогава правят ремикси и собствени музикални произведения. Те са ремиксирали диджей произведения като Tiesto, Dave Gahan, Above & Beyond. През 2002 г. излиза техният първи сингъл „Lament“ (Saw Recordings). През 2004 г. реализират първото си миксирано CD „Bloom“. В края на 2005 г. заедно с Markus Schulz и Departure издават сингъла „Without You Near“. В същата година, в резултат на съвместната им работа с Armin Van Buuren, излиза общият им сингъл „Zocalo“. През 2006 г. издават свой собствен албум.